# Unebi
Unebi (jap. 畝傍) – krążownik pancernopokładowy zbudowany we Francji dla Japońskiej Cesarskiej Marynarki Wojennej, który zaginął z całą załogą podczas rejsu do Japonii.
Dążąc do wzmocnienia floty, z początkiem lat 80. XIX wieku Japończycy zamówili w Wielkiej Brytanii krążowniki „Naniwa” i „Takachiho”, a we Francji „Unebi”. Ten ostatni budowała stocznia Sociéte des  Forges et Chantiers, a głównym konstruktorem był M. Marmièsse.
Krążownik miał nieco starszą konstrukcję niż „Naniwa”, z pełnym ożaglowaniem trójmasztowego barku i powierzchnią żagli 1115 m². Głównym napędem były dwie poziome, trzycylindrowe maszyny parowe potrójnego rozprężania o mocy 6000 ihp. Napęd parowy pozwalał na rozwinięcie prędkości 17,5 węzła, a zasięg określono na 5600 mm przy prędkości ekonomicznej 10 węzłów.
Krążownik posiadał pokład pancerny o grubości 60 mm i, jak większość okrętów swojej ery, przedłużoną, wzmocnioną taranową dziobnicę.
Okręt był bardzo ciężko uzbrojony, dużo ciężej niż "konkurencyjna" „Naniwa”. Posiadał cztery odtylcowe armaty Kruppa, kal. 240 mm, o długości lufy 35 kalibrów i masie 18 ton, po dwie na każdej burcie. Do tego dochodziło siedem armat 150 mm Kruppa, po trzy na burcie i jedna na dziobie, oraz uzbrojenie lekkie w postaci 10 czterolufowych zestawów jednofuntowych kartaczownic Nordenfelta i czterech kartaczownic Gatlinga. Uzbrojenie torpedowe stanowiły cztery nadwodne wyrzutnie o kalibrze 450 lub 380 mm. Ciężar dział stanowił ok. 11% całej wagi okrętu.
By zmniejszyć obciążenie i poprawić stabilność, kadłub silnie zwężał się ku pokładowi, w stosunku do szerokości na linii wodnej. Z tego powodu konieczne było umieszczenie ciężkich dział na sponsonach burtowych. Mimo to były obawy o niewystarczającą stabilność i niedostateczną wysokość metacentryczną krążownika. Obawy te najprawdopodobniej były słuszne, gdyż okręt zaginął z całą załogą podczas podróży do kraju przeznaczenia, na odcinku między Singapurem a Japonią, w październiku 1887.

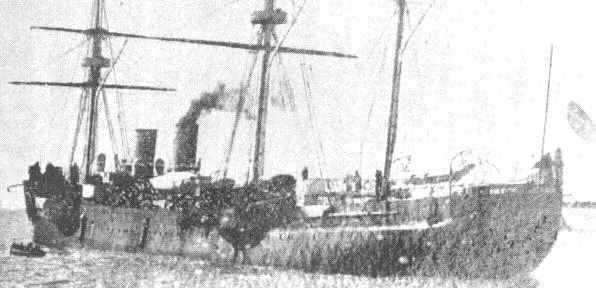
„Unebi” w drodze do Japonii

Przyczyną zatonięcia był najprawdopodobniej sztorm, ale ponieważ nie znaleziono żadnych śladów po okręcie lub załodze, krążyły też pogłoski o jego przechwyceniu lub zatopieniu przez Chińczyków. Japończycy uzyskali za pechowy krążownik odszkodowanie w wysokości ponad 1 245 tys. jenów i wykorzystali je, by zamówić w Wielkiej Brytanii lżej uzbrojoną „Chiyodę”, która służyła następnie w trzech wojnach, aż do lat 1920.